# Operatore differenziale
In matematica un operatore differenziale è un operatore definito come una funzione dell'operatore di derivazione.
Nel seguito si trattano operatori differenziali lineari, che sono i maggiormente diffusi, sebbene esistano anche diversi operatori differenziali non lineari.
Il più semplice operatore differenziale è la derivata. Una notazione comune è {\displaystyle {d \over dx}} o {\displaystyle D_{x}}, mentre quando la variabile di differenziazione non necessita di essere esplicitata si usa solo {\displaystyle D}. Per le derivate successive si usa rispettivamente {\displaystyle d^{n} \over dx^{n}}, {\displaystyle D^{n}} e {\displaystyle D_{x}^{n}}. La notazione {\displaystyle D} è accreditata a Oliver Heaviside, che considerava gli operatori differenziali della forma {\displaystyle \sum _{k=0}^{n}c_{k}D^{k}} nello studio delle equazioni differenziali. 

## Operatori differenziali lineari
Un operatore differenziale lineare è un particolare operatore differenziale che agisce come una trasformazione lineare, cioè conserva le operazioni di somma e prodotto. Le nozioni che valgono per gli operatori lineari sono valide particolarmente per gli operatori differenziali lineari che sono una parte importante degli operatori lineari. Un operatore differenziale lineare può essere scritto nella forma più generale:
{\displaystyle A=\sum _{n=0}^{N}c_{n}(x){\frac {d^{n}}{dx^{n}}},}
che applicato a un elemento dello spazio funzionale {\displaystyle f(x)}:
{\displaystyle Af(x)=\sum _{n=0}^{N}c_{n}(x){\frac {d^{n}f(x)}{dx^{n}}}.}
In generale un operatore è rappresentato da una matrice quadrata e il prodotto scalare {\displaystyle \langle g|Af\rangle } è un elemento della matrice.

### Proprietà
Le proprietà della somma e del prodotto per un numero sono identiche a quelle vettoriali:
{\displaystyle (A+B)f=Af+Bf\qquad (A\cdot B)f=A(Bf)\qquad (AB)C=A(BC)\qquad A(B+C)=AB+AC.}
Come nel caso delle matrici in generale il prodotto tra operatori differenziali lineari non è commutativo:
{\displaystyle AB\neq BA.}
Definendo commutatore:
{\displaystyle AB-BA=[A,B]}
si può dire che due operatori commutano se e solo se: {\displaystyle [A,B]=0}.

### Polinomi
Ogni polinomio in {\displaystyle D} con coefficienti funzionali è ancora un operatore differenziale. Si possono comporre operatori differenziali con la regola:
{\displaystyle (D_{1}\circ D_{2})(f)=D_{1}[D_{2}(f)].}
Ogni coefficiente funzionale dell'operatore {\displaystyle D_{2}} deve essere differenziabile tante volte quanto l'operatore {\displaystyle D_{1}} richiede. Per ottenere un anello di tali operatori bisogna assumere che siano usate derivate di ogni ordine. Inoltre, questo anello non è commutativo poiché un operatore {\displaystyle gD} non è in generale uguale a {\displaystyle Dg}. Per esempio, si veda la relazione in meccanica quantistica:
{\displaystyle Dx-xD=1.}
Il sottoanello degli operatori che sono polinomi in {\displaystyle D} con coefficienti costanti è invece commutativo. Può essere caratterizzato in un altro modo: esso consiste negli operatori invarianti per traslazione.

### Potenza e funzione di operatore
Definiamo potenza ennesima di un operatore, l'operatore:
{\displaystyle A^{n}=\underbrace {A\cdot A\cdots A} _{n}.}
Se la funzione {\displaystyle F(t)} è sviluppabile in serie di potenze di Mc Laurin:
{\displaystyle F(t)=\sum _{n=0}^{\infty }F_{n}t^{n},}
allora si definisce la funzione {\displaystyle F(A)} come:
{\displaystyle F(A)=\sum _{n=0}^{+\infty }F_{n}A^{n}.}

## Operatore aggiunto
Dato un operatore lineare differenziale:
{\displaystyle Tu=\sum _{k=0}^{n}a_{k}(x)D^{k}u}
l'aggiunto di tale operatore è definito come l'operatore {\displaystyle T^{*}} tale che:
{\displaystyle \langle u,Tv\rangle =\langle T^{*}u,v\rangle ,}
dove la notazione {\displaystyle \langle ,\rangle } indica il prodotto scalare o prodotto interno. La definizione di aggiunto dipende quindi dalla definizione di prodotto scalare. Nello spazio funzionale delle funzioni a quadrato sommabile, il prodotto scalare è definito da:
{\displaystyle \langle f,g\rangle =\int _{a}^{b}{\overline {f(x)}}\,g(x)\,dx.}
Se a questo aggiungiamo la condizione che {\displaystyle f} e {\displaystyle g} tendono a zero per {\displaystyle x\to a} e {\displaystyle x\to b}, è allora possibile definire l'aggiunto come:
{\displaystyle T^{*}u=\sum _{k=0}^{n}(-1)^{k}D^{k}[a_{k}(x)u].}
Questa formula non dipende esplicitamente dalla definizione di prodotto scalare ed è talvolta utilizzata direttamente come definizione di operatore aggiunto, nel qual caso di parla più propriamente di operatore aggiunto formale.
L'operatore di Sturm-Liouville è un esempio ben conosciuto di operatore formale autoaggiunto. L'operatore differenziale del secondo ordine {\displaystyle L} può essere scritto nella forma:
{\displaystyle Lu=-(pu')'+qu=-(pu''+p'u')+qu=-pu''-p'u'+qu=(-p)D^{2}u+(-p')Du+(q)u.}
Che tale operatore sia effettivamente un operatore formale autoaggiunto può essere provato verificando come segue la definizione data sopra:
{\displaystyle {\begin{aligned}L^{*}u&=(-1)^{2}D^{2}[(-p)u]+(-1)^{1}D[(-p')u]+(-1)^{0}(qu)\\&=-D^{2}(pu)+D(p'u)+qu\\&=-(pu)''+(p'u)'+qu\\&=-p''u-2p'u'-pu''+p''u+p'u'+qu\\&=-p'u'-pu''+qu\\&=-(pu')'+qu\\&=Lu\end{aligned}}}
Questo operatore gioca un ruolo fondamentale nella teoria di Sturm-Liouville dove vengono esaminate le autofunzioni di questo operatore (analoghe agli autovettori)

## Esempi
Uno dei più frequenti operatori differenziali è il laplaciano, definito come:
{\displaystyle \Delta =\nabla ^{2}=\sum _{k=1}^{n}{\partial ^{2} \over \partial x_{k}^{2}}.}
Un altro operatore differenziale è l'operatore {\displaystyle \Theta }, definito come:
{\displaystyle \Theta =z{d \over dz}.}